# Königsberger Burschenschaft Gothia zu Göttingen
Die Königsberger Burschenschaft Gothia ist eine 1854 in Königsberg gestiftete Studentenverbindung. Die Burschenschaft ist seit 1949 in Göttingen ansässig. Sie vereint Studenten und Alumni der ehemaligen Albertus-Universität und der Georg-August-Universität. Die Königsberger Gothen (kurz: Köpi-Gothen) stehen von jeher zu Mensur und Couleur.

## Couleur und Wappen
Gothias Couleur ist „schwarz-gold-blau“ (von unten gelesen) mit goldener Perkussion. Dazu wird eine blaue Samtmütze mit goldenem Albertus getragen. Bis in die 1870er Jahre war auch die Konfederatka in Gebrauch. Wie andere alte Burschenschaften kennt Gothia kein Fuxenband. Die Füxe tragen ebenso wie die Burschen das dreifarbige Band.
Das Wappen zeigt neben Farben und Zirkel gekreuzte Glockenschläger, vom Ouroboros umrahmte Verbrüderungshände, sowie eine Eiche an der Steilküste des Samlands. Im Hintergrund sind eine aufgehende Sonne und ein Blitz zu sehen. Weiterhin zeigt das Wappen das Königsberger Universitätssiegel mit Albrecht (Preußen), dem Gründer der Albertus-Universität Königsberg. Der Albertus ist seit 1817 das Abzeichen der Königsberger Burschenschaft. Die Inschrift CIVIS ACAD. ALB. steht für „Akademischer Bürger der Albertina“.

## Geschichte

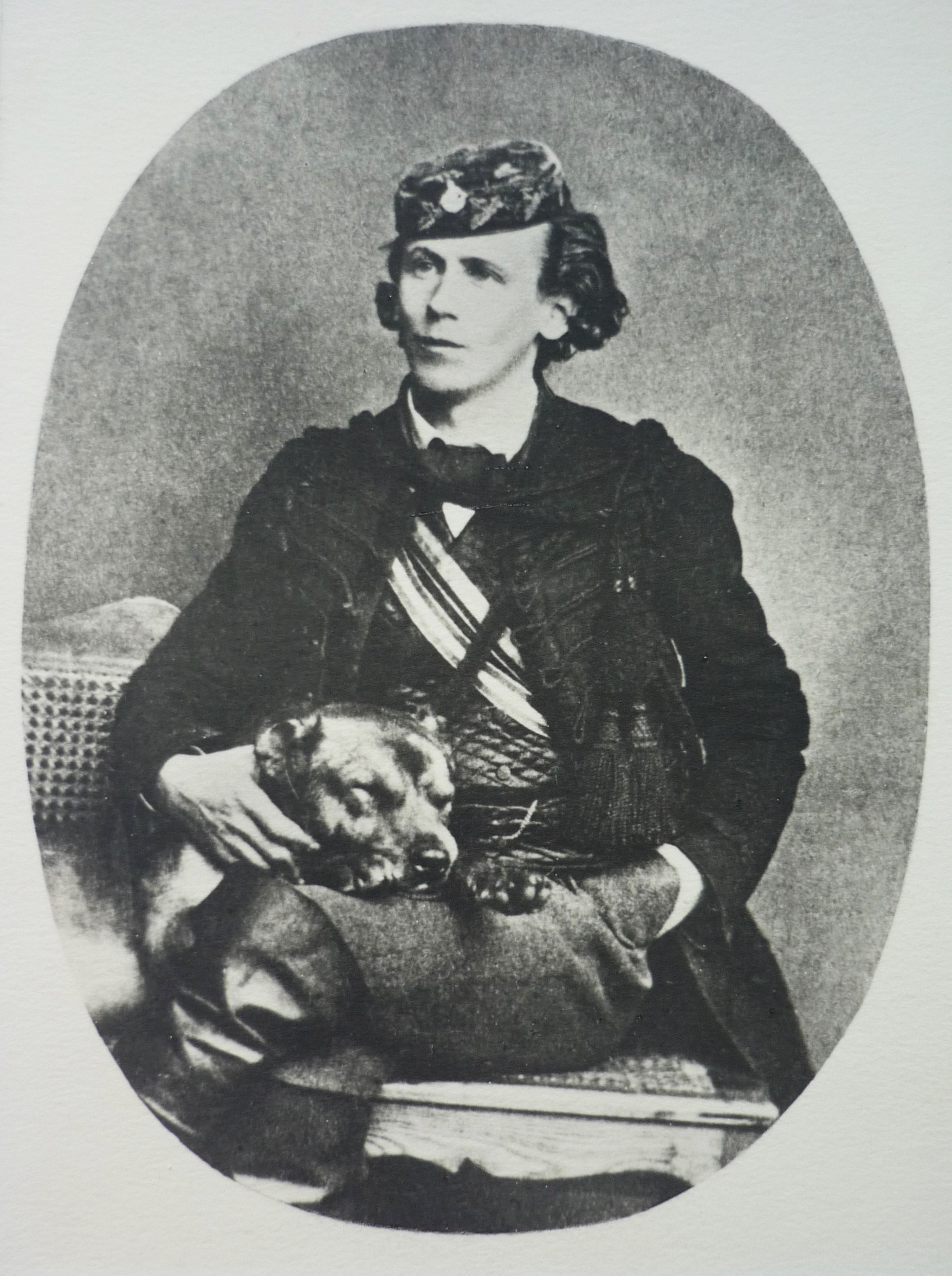
Ernst Burow und „Happy“

### Vorgeschichte
Der Name Gothia findet sich zuerst als Bezeichnung für eines der zahlreichen Kränzchen der Allgemeinen Burschenschaft Albertina, die in den 1820er und 1830er Jahren an der Albertus-Universität bestand. Dieses Kränzchen Gothia, zunächst Gothonia genannt, hatte die Farben „rot-gold“ und nach Vereinigung mit dem Kränzchen Arminia im Wintersemester 1840/41 unter dem Namen Gothia die Farben „blau-gold“. Es wurde ein goldgesäumtes blaues Band und eine blau-goldene Mütze getragen. Die Burschenschaft Albertina löste sich 1845 auf, nachdem sich bereits 1843 aus den letzten Mitgliedern der Gothia die Einzelburschenschaft Germania gebildet hatte. Da einerseits die Landsmannschaften (Corps) numerisch nicht stark, sowie in sich und mit den anderen Verbindungen und Studenten zerfallen, andererseits aber die Burschenschaft Germania zu ungewöhnlicher Blüte gelangt war, so galt es, die Superiorität den burschenschaftlichen Händen nicht entwinden zu lassen.

### Gründungszeit
So wurde aus der Mitte der Germania eine zweite Burschenschaft gegründet – die Gothia. Am 19. November 1854 traten 8 Mitglieder, darunter der Senior Adolf Ansat, aus der Germania aus und hielten am selbigen Abend die konstituierende Versammlung ab. Mit drei hinzugetretenen „Mulis“ der Freistudentenschaft stifteten sie am 22. November 1854 die Burschenschaft Gothia. Als Farben wählten die Stifter „schwarz-gold-blau“ (von unten gelesen). Die Farben „blau-gold“ stammen vom ehemaligen Kränzchen Gothia. Das „schwarz“ wurde hinzugefügt, um neben dem „gold“ eine weitere Farbe der schwarz-rot-goldenen Trikolore zu tragen. Da 1854 in Preußen das Führen des burschenschaftlichen Wahlspruchs Ehre, Freiheit, Vaterland noch immer als Provokation angesehen wurde, verwendete Gothia ihre Devise FREI IST DER BURSCH wie einen Wahlspruch und versteckte den Wahlspruch aller Burschenschaften Ehre, Freiheit, Vaterland als Abkürzungen im Zirkel, der wie Name, Farben und Wappen seit der Gründung unverändert ist. Ab Januar 1855 fochten die Gothen mit den Angehörigen des Corps Masovia. Beide Bünder hatten ihren Fechtboden bei Frau Billig, im sogenannten „Billigianum“ (Kai Nr. 4).
Zunächst sah sich Gothia dem Progress zugewandt, wenngleich die Mensur bereits seit der Stiftung einen hohen Stellenwert einnahm. Dies äußerte sich vor allem darin, dass unter Einbeziehung der Burschenschaft Germania Königsberg und des Corps Baltia Königsberg versucht wurde, die burschenschaftliche Allgemeinheit Albertina wiederzubeleben. Nachdem dieses Vorhaben gescheitert war, wandte sich Gothia kurzzeitig dem Arminismus (Burschenschaft) zu. Am 27. Juni 1860 begründete Gothia eine neue Burschenschaft Arminia, mit der der S.C. im folgenden Semester ein Paukverhältnis anknüpfte.
Gothia bekannte sich 1862 klar zum Germanismus (Burschenschaft). Im Sommersemester 1865 (als der neue Königsberger Senioren-Convent in den Kösener SC-Verband aufgenommen wurde) bildeten Germania und Gothia den ersten Königsberger Deputierten-Convent.

Die Gothia als Mitglied der Deutschen Burschenschaft (1915)

### Lebensbund und Verhältnisse

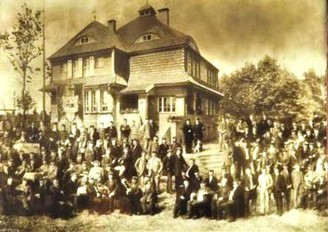
Gothen vor dem neuen Haus am Königsberger Oberteich

Gothia stand zeitweilig zum Lebensprinzip, duldete also keine Zweitmitgliedschaften in anderen Studentenverbindungen. Schon vor Gothias Beitritt zum Süddeutschen Kartell wurde das Lebensprinzip aufgegeben. Was die Kartellverhältnisse der Gothia anbelangt, so trat sie mit ihrer Gründung zu der Germania in ein nahes Freundschaftsverhältnis, das in einem engen Kartell, Verbot des Paukens miteinander und gemeinschaftlichen Versammlungen Ausdruck fand. Dieses enge Kartell dauerte bis 1857, als ein Paukkartell mit den Germanen zustande kam. Im selben Jahr schloss die Gothia ein Kartell mit der Landsmannschaft Teutonia Bonn und der Landsmannschaft Torgovia (später Teutonia) in Halle. 1858 trat die Leipziger Landsmannschaft Dresdensia hinzu. Dieses Kartell vereinte sich unter anderem auf Grundlage der positiven Stellung zur unbedingten Satisfaktion, war jedoch von kurzer Dauer: Im Sommersemester 1862 trat die Dresdensia aus dem Kartellverband aus, nachdem sie vorher Burschenschaft geworden war, während das Kartell mit den Bonner und Hallenser Teutonen bis 1865 bestand. Mit der Bonner Teutonia sowie der Hallenser Teutonia hatte Gothia jeweils drei gemeinsame Bundesbrüder. Dem ersten burschenschaftlichen Zusammenschluss, dem Eisenacher Deputierten-Convent, gehörte Gothia nicht an. Sie trat 1885 zum Allgemeinen Deputierten Convent, der 1902 zur Deutschen Burschenschaft wurde. Im Sommersemester 1900 beurlaubte die Gothia zwei Bundesbrüder, um die Königsberger Burschenschaft Teutonia zu unterstützen. Als Burschenschafter des Roten Verbandes und des Süddeutschen Kartells während ihrer Aufenthalte in Königsberg ausschließlich bei Gothia verkehrten, entstand zu beiden Kartellverbänden ein gutes Verhältnis. Schließlich trat Gothia am 1. März 1924 in Jena feierlich in das 1861 gegründete Süddeutsche Kartell ein, dem sie bis heute angehört.

„Die hektischen Zustände unter der Jungakademikerschaft und in den Verbänden, hervorgerufen durch den Einbruch der NSDAP, Forderungen der SA, der HJ und der Studentenführung, hatten leider sehr bald die anfängliche Einigkeit unter den verschiedenen großen Verbänden im Reich zerbrechen lassen. In Verbänden und Einzelkorporationen traten, wenn auch sicher aus subjektiver Überzeugung, Fanatiker hervor. Für Königsberg war u. a. bezeichnend, daß z. B. die beiden ältesten, angesehenen und traditionsbewußten Burschenschaften, die weiße Germania (gegr. 1843) und die dem Süddeutschen Kartell angehörige Gothia (gegr. 1854) wohl deshalb aus der Deutschen Burschenschaft austraten und sich dem altburschenschaftlichen Ring anschlossen.“

### Daidalia und Rekonstitution
Als die Deutsche Burschenschaft unter nationalsozialistischen Druck geriet, trat Gothia 1934 aus der Deutschen Burschenschaft aus. Sie schloss sich der Alten Burschenschaft an, die 1936 ebenfalls erlosch. Das gleiche Schicksal ereilte auch Gothia als Einzelburschenschaft, die sich zur Kameradschaft „Hermann von Salza“ zusammenschließen musste. Gothia suspendierte endgültig am 19. Mai 1936. Am 3. Februar 1942 konnte Gothia als einzige Königsberger Korporation während des Zweiten Weltkrieges rekonstituieren, indem die Mitglieder der  Daidalia aufgenommen wurden. Es konnten sogar während des Krieges drei Schlägerpartien mit dem Corps Saxo-Borussia Berlin in Berlin insgeheim ausgetragen werden. 1944 wurde der Lehrbetrieb an der Albertus-Universität eingestellt und der aktive Betrieb kam durch die Auswirkungen des Krieges endgültig zum Erliegen.

### Göttingen
Gothia wurde am 20. Juli 1949 durch die reaktivierten Gothen Dittmann, Erdmann, Gilde und Koslowski in einer Infektionsbaracke auf dem ehemaligen Flugplatz von Göttingen rekonstituiert. Nach der Flucht und Vertreibung Deutscher aus Mittel- und Osteuropa 1945–1950 waren viele Königsberger Akademiker in die Stadt gekommen. Und die Georg-August-Universität Göttingen hatte die Patenschaft für die verlorene Albertus-Universität übernommen. Auf der gemeinsamen Versammlung am 20. August 1949 in Hamburg bestätigte das Philisterium offiziell die Rekonstitution mit der Verabschiedung der Bundesverfassung und der feierlichen Aufnahme der ersten zwei Füxe (Hinz, Kuprat). Gothia firmierte zunächst als  Vereinigung ostpreußischer Studenten und Studentinnen Albertina, konnte aber alsbald unter dem alten Namen auftreten. Besondere Unterstützung erhielt der Bund von der Burschenschaft Frisia. Sie stellte ihre Räumlichkeiten für Kneipen, Pauken und Archivalien zur Verfügung, so lange Gothia kein eigenes Haus hatte. Am 30. November 1957 konnte das neugebaute Korporationshaus im Göttinger Ostviertel in Betrieb genommen werden. 1950 trat Gothia der wiedergegründeten Deutschen Burschenschaft bei. Sie verließ sie 1984.
Auch Studenten der HAWK Hochschule für angewandte Wissenschaft und Kunst Hildesheim/Holzminden/Göttingen und der PFH Privaten Hochschule Göttingen können in die Gothia aufgenommen werden.

## Häuser

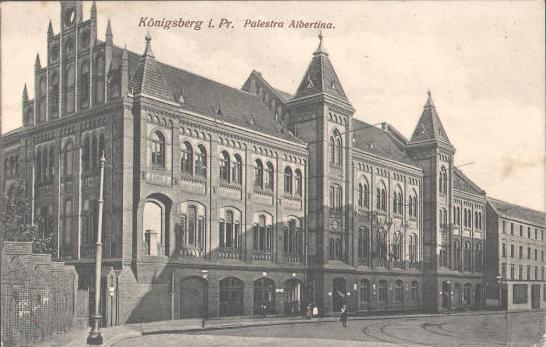
Stiftung eines Gothen – die Palaestra Albertina

Bevor Gothia ein eigenes Haus besaß, kneipte man in verschiedenen Königsberger Lokalitäten. Ab 1896 verfügte Gothia über eigene Räumlichkeiten in der Palaestra Albertina, die Friedrich Lange der Albertus-Universität gestiftet hatte. Am 29. Juni 1913 konnte das eigens für die Burschenschaft Gothia erbaute Haus in der Cäcilienallee am Oberteich bezogen werden. Nach der Rekonstitution in Göttingen wurde zunächst eine Infektionsbaracke am alten Flugplatz in Göttingen hergerichtet, bis schließlich das 1957 neu errichtete Haus eingeweiht werden konnte.

## Besonderheiten
Die Königsberger Burschenschaft Gothia pflegt bis heute die besonderen Sitten und Gebräuche des Königsberger Studententums. Anders als bei anderen Königsberger Korporationen, die sich bereits vor dem Zweiten Weltkrieg an den „reichsdeutschen“ Korporationen orientierten, konnte Gothia die Königsberger Eigenheiten behaupten und bis heute bewahren.
- Der Biercomment der Gothia unterscheidet sich deutlich von den Biercomments anderer Korporationen. Besonders die bis heute gepflegten ostpreußischen Trinksprüche führen bei ungeübten Kneipteilnehmern zu teilweise sehr erheiternden Reaktionen.
- Neben Bier wird zu vielen Veranstaltungen auch Pillkaller und Meschkinnes getrunken.
- In regelmäßigen Abständen besuchen Philister und Aktive Gothen die ehemalige Albertina, die heutige Baltische Föderale Universität Immanuel Kant, zu welcher ein gutes Verhältnis besteht. Außerdem führen die Reisen in das ehemalige Ostpreußen durch das heutige Polen, Masuren, die Kaliningrader Oblast und Litauen.
- Im Königsberger Dom werden Exponate der Königsberger Burschenschaft Gothia ausgestellt.
- Das Gothenhaus in der Cäcilienallee 1[19] am Oberteich existiert bis heute und befindet sich in einem hervorragenden Erhaltungszustand. In ihm ist gegenwärtig eine Zahnarztpraxis untergebracht.
- Im Gegensatz zu anderen Korporationen chargiert Gothia im Frack. Hierzu wird ein Paradekorbschläger geführt.
- Convente heißen bei Gothia schlicht Versammlungen.
- Zwanglose Abendschoppen werden „Sobranje“ genannt.

## Verhältnisse
Die Königsberger Burschenschaft Gothia ist Mitglied des seit 1861 bestehenden Süddeutschen Kartells, des ältesten überregionalen Zusammenschlusses von Burschenschaften. Innerhalb des Süddeutschen Kartells bestehen zahlreiche Doppelmitgliedschaften.

### Kartelle
- Burschenschaft Teutonia Jena (1924)
- Burschenschaft Germania Tübingen (1924)
- Burschenschaft Teutonia Kiel (1924)
- Burschenschaft Germania Erlangen (1924)
- Burschenschaft Allemannia Heidelberg (1924)

### Ehemalige Kartelle
- Landsmannschaft Teutonia Bonn (1857–1865)
- Landsmannschaft Torgovia Halle (1857–1865)
- Landsmannschaft Dresdensia (1858–1862)

## Mitglieder

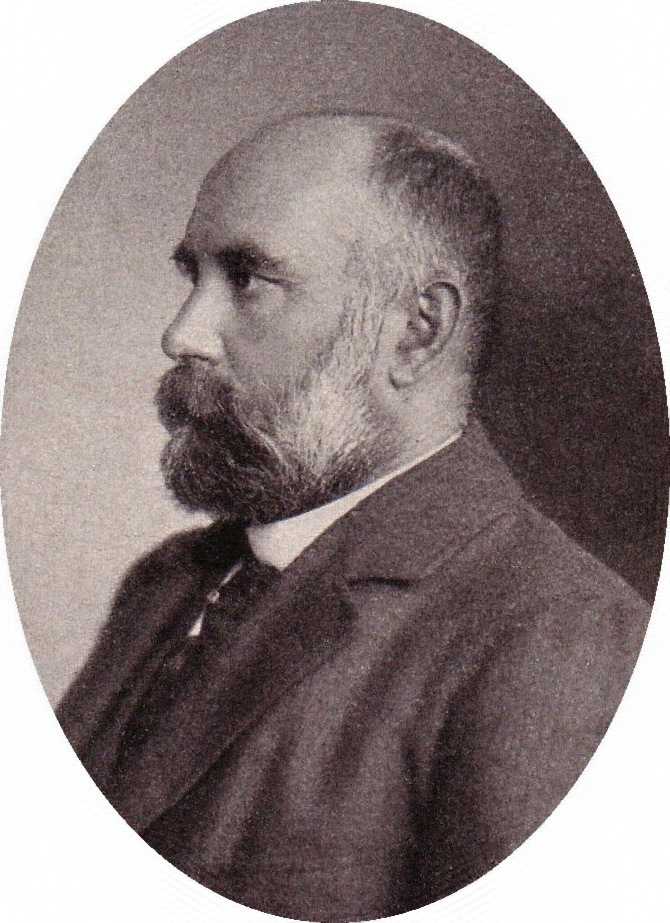
Philister Friedrich Lange, Stifter der Palaestra Albertina

- Friedrich Beermann (1912–1975), Jurist, Brigadegeneral, MdB, prägte den Begriff „Staatsbürger in Uniform“
- Jürgen Borgwardt (1937–2007), Jurist, Hauptgeschäftsführer der Union der leitenden Angestellten
- Ernst Burow (1838–1885), Arzt, Gründer des Segelclubs Rhe
- Georg Evert (1856–1914), Verwaltungsjurist und Statistiker
- Friedhelm Farthmann (1930–2024), Jurist, Politiker (SPD), Minister für Arbeit, Gesundheit und Soziales des Landes Nordrhein-Westfalen a. D., ehemaliger Vorsitzender der SPD-Landtagsfraktion in NRW, MdB
- Rudi Frank (1912–?), Apotheker, Lebensmittelchemiker und Hochschullehrer, Direktor des Max-von-Pettenkofer-Institut, Träger des Großen Bundesverdienstkreuzes
- Arnold Freymuth (1872–1933), Richter, Politiker (SPD), Menschenrechtsaktivist
- Curt Gagel (1865–1927), Geologe
- Max Gentzen (1880–1950), Mediziner und Abgeordneter des Ostpreußischen Provinziallandtags (DDP)
- Adolf Greifenhagen (1905–1989), Klassischer Archäologe und Museumsdirektor
- Alexander Herrmann (1900–1981), HNO-Arzt, Hochschullehrer, Ehrenmitglied der griechischen, spanischen und ungarischen oto-laryngologischen Gesellschaften
- Hermann Theodor Hoffmann (1836–1902), MdR, MdHH, Ehrenbürger von Königsberg
- Erhard Kallweit (1936–?), Tierverhaltensforscher und Hochschullehrer
- Max Koenigsbeck (1835–nach 1906), Lehrer und Gymnasialdirektor in Westpreußen
- Leo Koslowski (1921–2007), Chirurg, Präsident der Deutschen Gesellschaft für Chirurgie, Träger des Großen Bundesverdienstkreuzes
- Theophil Krawielitzki (1866–1942), Pfarrer und Direktor des Deutschen Gemeinschafts-Diakonieverbandes
- Friedrich Lange (1849–1927), Chirurg, Förderer gemeinnütziger Einrichtungen
- Günther Ludwig (1899–1971), Berufssoldat, NDPD-Politiker in Mecklenburg
- Leonhard von Massenbach (1835–1883), preußischer Politiker und Landrat des Obertaunuskreises
- Helmut Motekat (1919–1996), Germanist, Literaturhistoriker
- Paul Raethjen (1896–1982), Meteorologe und Physiker, Hochschullehrer
- Reinhold Rehs (1901–1971), Jurist, Politiker (SPD, ab 1969 CDU), Mitglied des Schleswig-Holsteinischen Landtages, MdB, Träger des Großen Bundesverdienstkreuzes
- Paul Rhode (1856–1913), Bibliothekar und Archivar
- Otto Riesser (1882–1949), Pharmakologe und Physiologe
- Karl Schulz (1838–?), Landrat im Kreis Stallupönen
- Karl Seydel (1839–1912), Geburtshelfer und Rechtsmediziner
- Richard Sternfeld (1858–1926), Historiker, Komponist, Musikhistoriker, Hochschullehrer
- Hermann Techow (1838–1909), Justiz- und Verwaltungsbeamter, juristischer Berater der japanischen Regierung in der Meiji-Ära
- Horst Frunder (1919–2012), Arzt, Chemiker, Biochemiker und Hochschullehrer an der Universität Greifswald
- Klaus-Peter Wilhelm (* 1960), Dermatologe an der Universität Lübeck

### Mitgliederverzeichnisse
- Willy Nolte (Hrsg.): Burschenschafter-Stammrolle. Verzeichnis der Mitglieder der Deutschen Burschenschaft nach dem Stande vom Sommer-Semester 1934. Berlin 1934. S. 1064–1065.
- Festschrift zur 100jährigen Stiftungsfest der Königsberger Burschenschaft "Gothia" zu Göttingen.- Göttingen 1954
- Ulrich Walter (Hrsg.): Mitgliederverzeichnis der Königsberger Burschenschaft Gothia zu Göttingen – Stand 23. Februar 1997